# Berrodden
Berrodden är en udde i Antarktis. Den ligger i Östantarktis. Norge gör anspråk på området.
Terrängen inåt land är kuperad österut, men söderut är den platt. Havet är nära Berrodden västerut. Trakten är obefolkad. Det finns inga samhällen i närheten. 